# Coelioxys squamatula
Coelioxys squamatula är en biart som beskrevs av Pasteels 1977. Coelioxys squamatula ingår i släktet kägelbin, och familjen buksamlarbin. Inga underarter finns listade i Catalogue of Life.